# Дискографија Трависа Скота
Амерички репер Травис Скот издао је три студијска албума, три микстејпа, један колоборативни албум, четири епа и двадесет и девет синглова. Године 2012. Скот је потписао уговор са продукцијском кућом Epic Records. Наредне године објавио је албум Rodeo,  4. септембра 2015. године за издавачку кућу Grand Hustle, Epic. Албум је изашао на ЦД и винил формату, као и за виртуелно преузимање. У Сједињеном Државама продат је у 110.000 примерака, од стране Америчког удружења дискографских кућа добио је платинумски сертификат.  Главни сингл са албума под називом 3500 био је 82 на америчкој листи Билборд хот 100. Други сингл са албума, под називом Antidote досегао је до 16. места на Билборд хот 100 листи и постао први сингл репера који се нашао међу двадесет најбољих песама.
Другу студијски албум Birds in the Trap Sing McKnight објављен је 2. септембра 2016. године, а главни сингл Pick Up the Phone био је 43. на Билборд хот 100 листи. Са трећег студијског албума Astroworld који је објављен 3. августа 2018. године, истекао се сингл Astroworld, који се нашао на другом месту Хот 100 листе.
Године 2008. објавио је свој први микстејп Cruis'n USA, а 2013. и 2014. године микстејпове Owl Pharaoh и Days Before Rodeo.

## Албуми

### Студијски албуми
| Назив                           | Детаљи | Позиција | Позиција | Позиција | Позиција | Позиција | Позиција | Позиција | Позиција | Позиција | Позиција | Број проданих примерака | Сертификат                                                                                  |
| Назив                           | Детаљи | САД      | САД R&B  | САД реп  | АУС      | БЕЛ      | КАН      | ФРА      | НЗ       | ШВА      | УК       | Број проданих примерака | Сертификат                                                                                  |
| ------------------------------- | --- | -------- | -------- | -------- | -------- | -------- | -------- | -------- | -------- | -------- | -------- | ----------------------- | ------------------------------------------------------------------------------------------- |
| Rodeo                           | - Датум објављивања: 4. септембар 2015. - Издавачка кућа: Grand Hustle Records, Epic Records - Формат: ЦД, винил, виртуелно преузимање | 3        | 2        | 1        | 30       | 50       | 5        | 54       | 22       | 14       | 22       | - САД: 110,000          | - Америчко удружење дискографских кућа: Платина - MC: Златно                                |
| Birds in the Trap Sing McKnight | - Датум објављивања: 2. септембра 2016. - Издавачка кућа: Grand Hustle, Epic - Формат: ЦД, винил, виртуелно преузимање                 | 1        | 1        | 1        | 10       | 28       | 2        | 37       | 10       | 46       | 19       | - САД: 53,000           | - Америчко удружење дискографских кућа: Платина - BPI: Сребрно - MC: Платина                |
| Astroworld                      | - Датум објављивања: 3. август 2018. - Издавачка кућа: Grand Hustle, Epic, Cactus Jack - Формат: ЦД, винил, виртуелно преузимање       | 1        | 1        | 1        | 1        | 1        | 1        | 2        | 1        | 2        | 3        | - САД: 392,000          | - Америчко удружење дискографских кућа: Платина - BPI: Сребрно - MC: Платина - RMNZ: Златно |

### Колоборативни албуми
| Назив                                          | Детаљи | Позиција | Позиција | Позиција | Позиција | Број проданих примерака |
| Назив                                          | Детаљи | САД      | КАН      | НЗ       | УК       | Број проданих примерака |
| ---------------------------------------------- | --- | -------- | -------- | -------- | -------- | ----------------------- |
| Huncho Jack, Jack Huncho (Quavo и Huncho Jack) | - Датум објављивања: 21. децембрар 2017. - Издавачка кућа: Grand Hustle, Epic, Cactus Jack, Quality Control, Capitol Records, Motown - Формат: стриминг, виртуелно преузимање | 3        | 6        | 22       | 34       | - САД: 17,000           |

### Микстејпови
| Назив             | Детаљи                                                                                                  |
| ----------------- | --- |
| Cruis'n USA       | - Датум објављивања: 2008 - Издавачка кућа: самостално издање - Формат: виртуелно преузимање            |
| Owl Pharaoh       | - Датум објављивања: 21. мај 2013. - Издавачка кућа: Grand Hustle - Формат: ЦД, виртуелно преузимање    |
| Days Before Rodeo | - Датум објављивања: 18. август 2014. - Издавачка кућа: Grand Hustle - Формат: ЦД, виртуелно преузимање |

## ЕПови
| Назив                             | Детаљи                                                                                        |
| --------------------------------- | --------------------------------------------------------------------------------------------- |
| The Graduates EP (Chris Holloway) | - Датум објављивања: 2008. - Издавачка кућа: самостлано издање - Формат: виртуелно преузимање |
| B.A.P.E.                          | - Датум објављивања: 2009. - Издавачка кућа: самостлано издање - Формат: виртуелно преузимање |
| Buddy Rich                        | - Датум објављивања: 2009. - Издавачка кућа: самостлано издање - Формат: виртуелно преузимање |
| The Classmates EP                 | - Датум објављивања: 2010. - Издавачка кућа: самостлано издање - Формат: виртуелно преузимање |

## Синглови

### Као главни извођач
| Назив                                                                                 | Година | Позиција | Позиција | Позиција | Позиција | Позиција | Позиција | Позиција | Позиција | Позиција | Позиција | Сертификати | Албум                                     |
| Назив                                                                                 | Година | САД      | САД R&B  | САД реп  | АУС      | БЕЛ      | КАН      | ФРА      | НЗ       | ШВЕ      | УК       | Сертификати | Албум                                     |
| ------------------------------------------------------------------------------------- | ------ | -------- | -------- | -------- | -------- | -------- | -------- | -------- | -------- | -------- | -------- | --- | ----------------------------------------- |
| "Upper Echelon" ([T.I. и 2 Chainz)                                                    | 2013   | —        | —        | —        | —        | —        | —        | —        | —        | —        | —        | | Owl Pharaoh                               |
| "Quintana" (Wale)                                                                     | 2013   | —        | —        | —        | —        | —        | —        | —        | —        | —        | —        | | Owl Pharaoh                               |
| "Don't Play" ([The 1975 и Big Sean)                                                   | 2014   | —        | —        | —        | —        | —        | —        | —        | —        | —        | —        | | Days Before Rodeo                         |
| "Mamacita" (Rich Homie Quan и Young Thug)                                             | 2014   | —        | —        | —        | —        | —        | —        | —        | —        | —        | —        | | Days Before Rodeo                         |
| "3500" (Future и 2 Chainz)                                                            | 2015   | 82       | 25       | 18       | —        | —        | —        | —        | —        | —        | —        | - Америчко удружење дискографских кућа: Златно | Rodeo                                     |
| "Antidote"                                                                            | 2015   | 16       | 7        | 4        | —        | 75       | 38       | 120      | —        | —        | —        | - Америчко удружење дискографских кућа: 3× Платина - Аустралијско удружење дискографских кућа: Златно - BPI: Сребрно - MC: Платина                                 | Rodeo                                     |
| "Pick Up the Phone" (Young Thug и Quavo)                                              | 2016   | 43       | 12       | 3        | —        | —        | 62       | 95       | —        | —        | 181      | - Америчко удружење дискографских кућа: 2× Платина - BPI: Сребрно - MC: 2× Платина - SNEP: Златно                                                                  | Birds in the Trap Sing McKnight и Jeffery |
| "Champions" (Канје Врст, Gucci Mane, Big Sean, 2 Chainz, Yo Gotti, Quavo и Desiigner) | 2016   | 71       | 22       | 15       | —        | —        | 73       | —        | —        | —        | 128      | - Америчко удружење дискографских кућа: Платина | Cruel Winter                              |
| "Goosebumps" (Кендрик Ламар)                                                          | 2016   | 32       | 21       | 13       | —        | —        | 56       | —        | —        | —        | 90       | - Америчко удружење дискографских кућа: 4× Платина - Аустрлаијско удружење дискографских кућа: 2× Платина - BPI: Златно - MC: 4× Платина - SNEP: Златно            | Birds in the Trap Sing McKnight           |
| "Go Off" (Lil Uzi Vert и Quavo)                                                       | 2017   | —        | 39       | —        | —        | —        | —        | 124      | —        | —        | —        | - Америчко удружење дискографских кућа: Златно | The Fate of the Furious: The Album        |
| "Butterfly Effect"                                                                    | 2017   | 50       | 17       | 12       | 46       | 28       | 40       | 117      | —        | 98       | 57       | - Америчко удружење дискографских кућа: 3× Платина - Аустралијско удружење дискографских кућа: Платина - BPI: Златно - MC: 3× Платина - GLF: Златно - SNEP: Златно | Astroworld                                |
| "Watch" (Кање Вест и Lil Uzi Vert)                                                    | 2018   | 16       | 9        | 8        | 65       | —        | 24       | —        | —        | —        | 53       | - MC: Златно | Није ни на једном албуму                  |
| "Sicko Mode"                                                                          | 2018   | 2        | 1        | 1        | 7        | 5        | 3        | 41       | 8        | 29       | 9        | - Америчко удружење дискографских кућа: 2× Платина - Аустралијско удружење дискографских кућа: Платина - BPI: Сребрно - GLF: Златно - MC: 2× Платмо - RMNZ: Златно | Astroworld                                |
| "Yosemite"                                                                            | 2018   | 25       | 16       | 14       | 97       | —        | 18       | 93       | —        | 92       | 93       | - MC: Златно | Astroworld                                |

### Као гостујући извођач
| Назив                                                               | Година | Позиција | Позиција | Позиција | Позиција | Позиција | Позиција | Позиција | Позиција | Сертификат                                                        | Албум                            |
| Назив                                                               | Година | САД      | САД R&B  | САД реп  | БЕЛ      | КАН      | ФРА      | НЗ       | УК       | Сертификат                                                        | Албум                            |
| ------------------------------------------------------------------- | ------ | -------- | -------- | -------- | -------- | -------- | -------- | -------- | -------- | ----------------------------------------------------------------- | -------------------------------- |
| "No Feelings" (PartyNextDoor и Травис Скот)                         | 2015   | -        | —        | —        | —        | —        | —        | —        | —        |                                                                   | Није ни на једнома албуму        |
| "Whole Lotta Lovin'" (DJ Mustard и Травис Скот)                     | 2016   | —        | 38       | —        | —        | —        | —        | —        | —        |                                                                   | Није ни на једнома албуму        |
| "Bake Sale" (Виз Калифа и Травис Скот)                              | 2016   | 56       | 18       | 9        | —        | 70       | 71       | —        | —        | - Америчко удружење дискографских кућа: Златно                    | Khalifa                          |
| "No English" (Juicy J и Травис Скот)                                | 2016   | —        | —        | —        | —        | —        | —        | —        | —        |                                                                   | Rubba Band Business              |
| "Last Time" (Гучи Мејн и Травис Скот)                               | 2016   | —        | —        | —        | —        | —        | —        | —        | —        |                                                                   | The Return of East Atlanta Santa |
| "Love Galore" (SZA и Травис Скот)                                   | 2017   | 32       | 12       | —        | —        | 84       | —        | —        | —        | - Америчко удружење дискографских кућа: 2× Платина - MC: Платина  | Ctrl                             |
| "Portland" (Дрејк, Quavo и Травис Скот)                             | 2017   | 9        | 6        | 3        | —        | 6        | 118      | 38       | 27       | - Америчко удружење дискографских кућа: 2× Платина - BPI: Сребрно | More Life                        |
| "White Dress" (Louis B., Травис Скот и King Louie)                  | 2017   | —        | —        | —        | —        | —        | —        | —        | —        |                                                                   | Neon Rain II                     |
| "Know No Better" (Major Lazer, Травис Скот, Camila Cabello и Quavo) | 2017   | 87       | 36       | —        | 37       | 30       | 18       | 28       | 15       | - BEA: Златно - BPI: Златно - RMNZ: Златно - SNEP: Платина        | Know No Better                   |
| "Sky Walker" (Miguel и Травис Скот)                                 | 2017   | 29       | 14       | —        | —        | —        | —        | —        | —        | - Америчко удружење дискографских кућа: Платина                   | War & Leisure                    |
| "4 AM" (2 Chainz и Травис)                                          | 2017   | 55       | 24       | 17       | —        | 50       | —        | —        | —        | - Америчко удружење дискографских кућа: Платина                   | Pretty Girls Like Trap Music     |
| "Deserve" (Kris Wu и Травис Скот)                                   | 2017   | —        | 44       | —        | —        | —        | —        | —        | —        |                                                                   | Antares                          |
| "Dark Knight Dummo" (Trippie Redd и Травис Скот)                    | 2017   | 72       | 29       | —        | —        | 93       | —        | —        | —        | - Америчко удружење дискографских кућа: Платина - MC: Златно      | Life's a Trip                    |
| "Close" (Rae Sremmurd и Травис Скот)                                | 2018   | 98       | 48       | —        | —        | 71       | —        | —        | —        |                                                                   | SR3MM                            |
| "Zeze" (Kodak Black, Травис Скот и Offset)                          | 2018   | 2        | 1        | 1        | —        | 1        | —        | 7        | 7        |                                                                   | Није ни на једном албуму         |

### Промотивни синглови
| Назив                                                                              | Година | Албум                                         |
| ---------------------------------------------------------------------------------- | ------ | --------------------------------------------- |
| "10 2 10" (ремикс) (Big Sean,Rick Ross и Травис Скот)                              | 2014   | Није ни на једном албуму                      |
| "Chimes" (ремикс) (Hudson Mohawke], Pusha T, Future, Травис Скот и French Montana) | 2014   | Није ни на једном албуму                      |
| "Night Riders" (Major Lazer, Травис Скот, 2 Chainz, Pusha T и Mad Cobra)           | 2015   | Peace Is the Mission                          |
| "A-Team"                                                                           | 2016   | Није ни на једном албуму                      |
| "Wonderful" (The Weeknd)                                                           | 2016   | Birds in the Trap Sing McKnight               |
| "Green & Purple" (Playboi Carti)                                                   | 2017   | Није ни на једном албуму                      |
| "A Man"                                                                            | 2017   | Није ни на једном албуму                      |
| "Mediterranean" (Quality Control и Offset)                                         | 2017   | Quality Control: Control the Streets Volume 1 |

## Остале песме
| Назив                                                                                    | Година | Позиција | Позиција | Позиција | Позиција | Позиција | Позиција | Позиција | Позиција | Позиција | Сертификат | Албум                                |
| Назив                                                                                    | Година | САД      | САД R&B  | АУС      | КАН      | ФРА      | ХОЛ      | НЗ       | ШВЕ      | УК       | Сертификат | Албум                                |
| ---------------------------------------------------------------------------------------- | ------ | -------- | -------- | -------- | -------- | -------- | -------- | -------- | -------- | -------- | --- | ------------------------------------ |
| "Company" (Дрејк и Травис Скот)                                                          | 2015   | —        | 42       | —        | —        | —        | —        | —        | —        | —        | | If You're Reading This It's Too Late |
| "Oh My Dis Side" (Quavo)                                                                 | 2015   | —        | —        | —        | —        | —        | —        | —        | —        | —        | | Rodeo                                |
| "Pray 4 Love" (The Weeknd)                                                               | 2015   | —        | —        | —        | —        | —        | —        | —        | —        | —        | | Rodeo                                |
| "Nightcrawler" (Swae Lee, Chief Keef)                                                    | 2015   | —        | —        | —        | —        | —        | —        | —        | —        | —        | | Rodeo                                |
| "No Sense" (Џастин Бибер и Травис Скот)                                                  | 2015   | 54       | —        | —        | 42       | 198      | 33       | 36       | 63       | 50       | - Америчко удружење дискографских кућа: Златно                                                                         | Purpose                              |
| "Floyd Mayweather" (Young Thug, Травис Скот, Gucci Mane и Gunna)                         | 2016   | —        | 41       | —        | —        | —        | —        | —        | —        | —        | | Jeffery                              |
| "The Ends" (André 3000)                                                                  | 2016   | —        | —        | —        | —        | —        | —        | —        | —        | —        | | Birds in the Trap Sing McKnight      |
| "Way Back"                                                                               | 2016   | —        | 50       | —        | —        | —        | —        | —        | —        | —        | | Birds in the Trap Sing McKnight      |
| "Coordinate" (Blac Youngsta)                                                             | 2016   | —        | —        | —        | —        | —        | —        | —        | —        | —        | | Birds in the Trap Sing McKnight      |
| "Through the Late Night" (Kid Cudi)                                                      | 2016   | —        | 43       | —        | —        | —        | —        | —        | —        | —        | - Америчко удружење дискографских кућа: Платина - MC: Златно                                                           | Birds in the Trap Sing McKnight      |
| "Beibs in the Trap" (Nav)                                                                | 2016   | 90       | 38       | —        | 52       | —        | —        | —        | —        | —        | - Америчко удружење дискографских кућа: 2× Платина - Аустралијско удружење дискографских кућа: Златно - MC: 2× Платина | Birds in the Trap Sing McKnight      |
| "Sweet Sweet"                                                                            | 2016   | —        | —        | —        | —        | —        | —        | —        | —        | —        | | Birds in the Trap Sing McKnight      |
| "Outside" (21 Savage)                                                                    | 2016   | —        | —        | —        | —        | —        | —        | —        | —        | —        | | Birds in the Trap Sing McKnight      |
| "First Take" (Bryson Tiller)                                                             | 2016   | —        | —        | —        | —        | —        | —        | —        | —        | —        | | Birds in the Trap Sing McKnight      |
| "Baptized in Fire" (Kid Cudi и Травис Скот)                                              | 2016   | —        | 47       | —        | —        | —        | —        | —        | —        | —        | | Passion, Pain & Demon Slayin'        |
| "Kelly Price" (Migos и Травис Скот)                                                      | 2017   | 58       | 23       | —        | 55       | —        | —        | —        | —        | —        | | Culture                              |
| "Don't Quit" (DJ Khaled, Calvin Harri, Jeremih и Травис Скот)                            | 2017   | 68       | 30       | —        | 50       | —        | —        | —        | —        | 75       | | Grateful                             |
| "On Everything" (DJ Khaled, Big Sean, Rick Ross и Травис Скот)                           | 2017   | 88       | 37       | —        | 69       | —        | —        | —        | —        | —        | | Grateful                             |
| "It's Secured" (DJ Khaled, Нас и Травис Скот)                                            | 2017   | —        | —        | —        | —        | —        | —        | —        | —        | —        | | Grateful                             |
| "Down for Life" (DJ Khaled, Травис Скот, PartyNextDoor, Future, Rick Ross и Kodak Black) | 2017   | —        | —        | —        | —        | —        | —        | —        | —        | —        | | Grateful                             |
| "Prayers Up" (Calvin Harris, A-Trak и Травис Скот)                                       | 2017   | —        | —        | —        | —        | —        | —        | —        | —        | —        | | Funk Wav Bounces Vol. 1              |
| "Ghostface Killers" (21 Savage, Offset, Metro Boomin и Травис Скот)                      | 2017   | 35       | 14       | 69       | 14       | —        | 95       | —        | 76       | —        | - Америчко удружење дискографских кућа: Платина                                                                        | Without Warning                      |
| "Modern Slavery" (Quavo као Huncho Jack)                                                 | 2017   | 68       | 29       | —        | 59       | —        | —        | —        | —        | —        | | Huncho Jack, Jack Huncho             |
| "Black & Chinese" (Quavo као Huncho Jack)                                                | 2017   | 71       | 31       | —        | 58       | —        | —        | —        | —        | —        | | Huncho Jack, Jack Huncho             |
| "Eye 2 Eye" (Quavo као Huncho Jack Takeoff и Травис Скот)                                | 2017   | 65       | 27       | —        | 55       | —        | —        | —        | —        | —        | | Huncho Jack, Jack Huncho             |
| "Dubai Shit" (Quavo као Huncho Jack и Offset)                                            | 2017   | 83       | 35       | —        | 63       | —        | —        | —        | —        | —        | | Huncho Jack, Jack Huncho             |
| "Huncho Jack" (Quavo као Huncho Jack)                                                    | 2017   | 87       | 38       | —        | 75       | —        | —        | —        | —        | —        | | Huncho Jack, Jack Huncho             |
| "Motorcycle Patches" (Quavo као Huncho Jack)                                             | 2017   | 90       | 39       | —        | 71       | —        | —        | —        | —        | —        | | Huncho Jack, Jack Huncho             |
| "Saint" (Quavo као Huncho Jack)                                                          | 2017   | 92       | 40       | —        | 72       | —        | —        | —        | —        | —        | | Huncho Jack, Jack Huncho             |
| "Saint Laurent Mask" (Quavo као Huncho Jack)                                             | 2017   | —        | —        | —        | 93       | —        | —        | —        | —        | —        | | Huncho Jack, Jack Huncho             |
| "Go" (Quavo као Huncho Jack)                                                             | 2017   | —        | —        | —        | 100      | —        | —        | —        | —        | —        | | Huncho Jack, Jack Huncho             |
| "White Sand" (Migos, Ty Dolla Sign, Big Sean и Травис Скот)                              | 2018   | 64       | 31       | —        | 58       | —        | —        | —        | —        | —        | | Culture II                           |
| "Big Shot" (Кендрик Ламар)                                                               | 2018   | 71       | 35       | —        | 54       | 172      | —        | —        | 58       | 55       | | Black Panther: The Album             |
| "Stargazing"                                                                             | 2018   | 8        | 7        | 10       | 7        | 36       | 33       | 9        | 19       | 15       | - MC: Платина | Astroworld                           |
| "Carousel"                                                                               | 2018   | 24       | 15       | 99       | 20       | 70       | 79       | 30       | 73       | 29       | | Astroworld                           |
| "R.I.P. Screw"                                                                           | 2018   | 26       | 17       | —        | 28       | 87       | 96       | —        | —        | —        | | Astroworld                           |
| "Stop Trying to Be God"                                                                  | 2018   | 27       | 18       | 87       | 19       | 76       | 94       | —        | —        | 70       | | Astroworld                           |
| "No Bystanders"                                                                          | 2018   | 31       | 22       | —        | 34       | 105      | —        | —        | —        | —        | | Astroworld                           |
| "Skeletons"                                                                              | 2018   | 47       | 27       | —        | 42       | 110      | —        | —        | —        | —        | | Astroworld                           |
| "Wake Up"                                                                                | 2018   | 30       | 21       | 67       | 27       | 96       | 100      | 28       | 93       | —        | | Astroworld                           |
| "5% Tint"                                                                                | 2018   | 36       | 23       | —        | 36       | 131      | —        | —        | —        | —        | | Astroworld                           |
| "NC-17"                                                                                  | 2018   | 41       | 25       | —        | 40       | 127      | —        | —        | —        | —        | | Astroworld                           |
| "AstroThunder"                                                                           | 2018   | 48       | 28       | —        | 43       | 134      | —        | —        | —        | —        | | Astroworld                           |
| "Can't Say"                                                                              | 2018   | 38       | 24       | —        | 35       | 128      | —        | —        | —        | —        | | Astroworld                           |
| "Who? What!"                                                                             | 2018   | 43       | 26       | —        | 41       | 153      | —        | —        | —        | —        | | Astroworld                           |
| "Houstonfornication"                                                                     | 2018   | 53       | 30       | —        | 50       | 157      | —        | —        | —        | —        | | Astroworld                           |
| "Coffee Bean"                                                                            | 2018   | 68       | 35       | —        | 61       | —        | —        | —        | —        | —        | | Astroworld                           |

## Сарадње
| Назив                | Година | Други музичар(и)                                         | Албум                                                 |
| -------------------- | ------ | -------------------------------------------------------- | ----------------------------------------------------- |
| "Yes Lord"           | 2012   | Audio Push, King Chip                                    | Inland Empire                                         |
| "I Get It"           | 2012   | Meek Mill                                                | Dreamchasers 2                                        |
| "Sin City"           | 2012   | John Legend, Teyana Taylor, Cyhi the Prynce, Malik Yusef | Cruel Summer                                          |
| "Nervous"            | 2012   | Wynter Gordon                                            | Human Condition: Doleo                                |
| "Blocka"             | 2013   | Pusha T, Popcaan                                         | Wrath of Caine                                        |
| "Enormous"           | 2013   | Hit-Boy, Cocaine 80s, Kent M$NEY                         | All I've Ever Dreamed Of                              |
| "Back Up (ремикс)"   | 2013   | Chuck Inglish                                            | Droptops                                              |
| "God Level"          | 2013   | Н/Д                                                      | DJ Drama Presents: XXL 2013's Freshmen Class          |
| "2 Fucks"            | 2013   | T.I., hip, B.o.B, Trae tha Truth, Young Dro              | Hustle Gang Presents: G.D.O.D. (Get Dough or Die)     |
| "Animal"             | 2013   | B.o.B, T.I.                                              | Hustle Gang Presents: G.D.O.D. (Get Dough or Die)     |
| "$hut Up"            | 2013   | Trinidad James                                           | 10 PC. Mild                                           |
| "I'm Leanin'"        | 2013   | Meek Mill, Birdman, Diddy                                | Dreamchasers 3                                        |
| "Crown'"             | 2013   | Џеј-Зи                                                   | Magna Carta Holy Grail                                |
| "Vulnerable"         | 2013   | Tinashe]                                                 | Black Water                                           |
| "Familiar"           | 2014   | Ty Dolla Sign, Fredo Santana                             | Beach House EP                                        |
| "Hell You Sayin'"    | 2014   | T.I., Iggy Azalea, Young Dro                             | SXEW (South by East West)                             |
| "100 Bottles"        | 2014   | Low Pros                                                 | EP 1                                                  |
| "Fuck & Smoke"       | 2014   | Trav, Meek Mill                                          | Push II                                               |
| "Ghosttown"          | 2014   | Yung Lean                                                | Unknown Memory                                        |
| "Brand New Choppa"   | 2014   | T.I., Meek Mill, Yung Booke, Young Dro                   | G.D.O.D. II                                           |
| "Ya Digg"            | 2014   | Shad da God, T.I., Spodee                                | G.D.O.D. II                                           |
| "Juss Know"          | 2014   | PartyNextDoor                                            | PNDCOLOURS                                            |
| "White Girls"        | 2015   | Belly                                                    | Up for Days                                           |
| "Night Riders"       | 2015   | Major Lazer, Pusha T, 2 Chainz, Mad Cobra                | Peace Is the Mission                                  |
| "5 Mo"               | 2015   | French Montana, Lil Durk                                 | Casino Life 2: Brown Bag Legend                       |
| "Go All Night"       | 2015   | Hit-Boy                                                  | This Thing is Happening                               |
| "Miss My Dawgs"      | 2015   | Meek Mill, Strap                                         | This Thing is Happening                               |
| "Company"            | 2015   | Дрејк                                                    | If You're Reading This It's Too Late                  |
| "On My Vibe"         | 2015   | Duke                                                     | Lil Duke                                              |
| "Party 101"          | 2015   | Audio Push                                               | Push 8                                                |
| "Workin"             | 2015   | Puff Daddy, Big Sean                                     | MMM                                                   |
| "No Sense"           | 2015   | Џастин Бибер                                             | Purpose                                               |
| "Palm Trees"         | 2015   | P. Reign                                                 | Off the Books                                         |
| "Trap In Mexico"     | 2016   | Trae tha Truth                                           | Н/Д                                                   |
| "Waves (ремикс)"     | 2016   | Miguel                                                   | Rogue Waves - EP                                      |
| "Man of My City"     | 2016   | French Montana, Big Sean                                 | Wave Gods                                             |
| "Money Go"           | 2016   | Belly                                                    | Another Day in Paradise                               |
| "Uber Everywhere"    | 2016   | MadeinTYO                                                | You Are Forgiven                                      |
| "Tourist"            | 2016   | DJ Khaled, Лил Вејн                                      | Major Key                                             |
| "Oh Me Oh My"        | 2016   | DJ Snake, Migos, G4SHI                                   | Encore                                                |
| "No Limit (ремикс)"  | 2016   | Ашер                                                     | Н/Д                                                   |
| "In Common (ремикс)" | 2016   | Алиша Киз, Канје Вест                                    | Н/Д                                                   |
| "Floyd Mayweather"   | 2016   | Young Thug, Gucci Mane, Gunna                            | Jeffery                                               |
| "3 Wayz"             | 2016   | Ty Dolla Sign                                            | Campaign                                              |
| "Kelly Price"        | 2017   | Migos                                                    | Culture                                               |
| "Fish n Grits"       | 2017   | Wale                                                     | Shine                                                 |
| "Me or Us (ремикс)"  | 2017   | Young Thug                                               | Beautiful Thugger Girls (изашло на винилу)            |
| "On Everything"      | 2017   | DJ Khaled, Rick Ross, Big Sean                           | Grateful                                              |
| "It's Secured"       | 2017   | DJ Khaled, Нас                                           | Grateful                                              |
| "Don't Quit"         | 2017   | DJ Khaled, Calvin Harris, Jeremih                        | Grateful                                              |
| "Down for Life"      | 2017   | DJ Khaled, PartyNextDoor, Future, Rick Ross, Kodak Black | Grateful                                              |
| "Prayers Up"         | 2017   | Calvin Harris, A-Trak                                    | Funk Wav Bounces Vol. 1                               |
| "Jump"               | 2017   | French Montana                                           | Jungle Rules                                          |
| "Portland"           | 2017   | Дрејк, Quavo                                             | More Life                                             |
| "Why You So Nasty?"  | 2017   | Jay 305                                                  | Taking All Bets                                       |
| "Fingers Blue"       | 2017   | Smokepurpp                                               | Deadstar                                              |
| "Deserve"            | 2017   | Kris Wu                                                  | Antares                                               |
| "Ghostface Killers"  | 2017   | 21 Savage, Offset, Metro Boomin                          | 'Without Warning                                      |
| "I'm Fine"           | 2017   | Cyhi the Prynce                                          | No Dope on Sundays                                    |
| "Know No Better"     | 2017   | Major Lazer, Camila Cabello, Quavo                       | Know No Better                                        |
| "Go Legend"          | 2017   | Big Sean, Metro Boomin                                   | Double or Nothing                                     |
| "Go Off"             | 2017   | Lil Uzi Vert, Quavo                                      | The Fate of the Furious: The Album                    |
| "Mediterranean"      | 2017   | Quality Control, Offset                                  | Quality Control: Control the Streets Volume 1         |
| "White Sand"         | 2018   | Migos, Big Sean, Ty Dolla Sign                           | Culture II                                            |
| "Heavy Camp"         | 2018   | Blac Youngsta                                            | 2.23                                                  |
| "Vodka"              | 2018   | London Jae                                               | Gunz & Roses                                          |
| "Love Hurts"         | 2018   | Playboi Carti                                            | Die Lit                                               |
| "Big Shot"           | 2018   | Кендрик Ламар                                            | Black Panther: The Album - Music from and Inspired By |
| "Champion"           | 2018   | Nav                                                      | Reckless                                              |
| "Let It Fly"         | 2018   | Лил Вејн                                                 | Tha Carter V                                          |
| "Neighbor"           | 2018   | Juicy J                                                  |                                                       |
| "Close"              | 2018   | Rae Sremmurd                                             | SR3MM                                                 |
| "Zeze"               | 2018   | Kodak Black, Offset                                      | Није ни на једном албуму                              |
| "Rerun"              | 2018   | Quavo                                                    | Quavo Huncho                                          |

## Спотови
| Година             | Назив                             | Режисер                         | Други музичар(и)                                        |
| Као главни извођач | Као главни извођач                | Као главни извођач              | Као главни извођач                                      |
| ------------------ | --------------------------------- | ------------------------------- | ------------------------------------------------------- |
| 2012               | "That Bitch Crazy"                |                                 | Н/Д                                                     |
| 2013               | "Quintana"                        |                                 | Н/Д                                                     |
| 2013               | "Upper Echelon"                   |                                 | T.I. и 2 Chainz                                         |
| 2013               | "Uptown"                          |                                 | A$AP Ferg                                               |
| 2013               | "Shit On You"                     |                                 | Н/Д                                                     |
| 2014               | "Don't Play"                      |                                 | Big Sean                                                |
| 2014               | "Mamacita"                        | Grant Singer                    | Rich Homie Quan и Young Thug                            |
| 2015               | "Antidote"                        | Стив Кар                        | Н/Д                                                     |
| 2015               | "Piss On Your Grave"              | Набил Едекрин                   | Канје Вест                                              |
| 2016               | "Pick Up the Phone"               |                                 | Young Thug Quavo и Травис Скот                          |
| 2016               | "90210"                           | Хајп Вилијамс                   | Н/Д                                                     |
| 2016               | "beibs in the trap"               | RJ Sanchez                      | Nav                                                     |
| 2017               | "Goosebumps"                      | BRTHR                           | Кендрик Ламар                                           |
| 2017               | "Butterfly Effect"                | BRTHR                           | Н/Д                                                     |
| 2018               | "Stargazing" (Astroworld trailer) | Nabil                           | Н/Д                                                     |
| 2018               | "Stop Trying to Be God"           | Дејв Мајерс                     | James Blake, Philip Bailey], Kid Cudi и Stevie Wonder   |
| 2018               | "Sicko Mode"                      | Дејв Мајерс                     | Дрејк                                                   |
| Као гост           |                                   |                                 |                                                         |
| 2013               | "I'm Leanin"                      |                                 | Meek Mill, Травис Скот, Birdman и Sean Combs            |
| 2013               | "Yes Lord"                        |                                 | Audio Push, King Chip и Травис Скот                     |
| 2013               | "Blocka"                          |                                 | Pusha T, Popcaan и Травис Скот                          |
| 2015               | "White Girls"                     |                                 | Belly и Травис Скот                                     |
| 2015               | "No Sense"                        | Parris Goebel                   | Џастин Бибер и Травис Скот                              |
| 2015               | "Workin"                          |                                 | Diddy, Big Sean и Травис Скот                           |
| 2016               | "Whole Lotta Lovin'"              |                                 | DJ Mustard и Травис Скот                                |
| 2016               | "waves"                           |                                 | Miguel и Травис Скот                                    |
| 2016               | "Bake Sale"                       |                                 | Виз Калифа и Травис Скот                                |
| 2016               | "Money Go"                        |                                 | Belly и Травис Скот                                     |
| 2016               | "Night Riders"                    |                                 | Major Lazer, Травис Скот, 2 Chainz, Pusha T и Mad Cobra |
| 2016               | "Uber Everywhere"                 |                                 | MadeinTYO и Травис Скот                                 |
| 2016               | "No English"                      |                                 | Juicy J и Травис Скот                                   |
| 2016               | "Last Time"                       |                                 | Gucci Mane и Травис Скот                                |
| 2017               | "Love Galore"                     | Nabil                           | SZA и Травис Скот                                       |
| 2017               | "On Everything"                   | Eif Rivera                      | DJ Khaled, Травис Скот, Rick Ross и Big Sean            |
| 2017               | "It's Secured"                    |                                 | DJ Khaled, Нас и Травис Скот                            |
| 2017               | "Know No Better"                  | Philip Andelman                 | Major Lazer, Травис Скот, Camila Cabello и Quavo        |
| 2017               | "Sky Walker"                      | Director X                      | Miguel и Травис Скот                                    |
| 2017               | "4 am"                            |                                 | 2 Chainz и Травис Скот                                  |
| 2017               | "Krippy Kush"                     | Eif Rivera                      | Farruko & Bad Bunny, Травис Скот, Ники Минаж и Rvssian  |
|                    |                                   |                                 |                                                         |
| 2014               | "Video Girl"                      | Kahlil Joseph                   | FKA Twigs                                               |
| 2015               | "Monster"                         |                                 | Future                                                  |
| 2015               | "Five More Hours"                 | Andrew Sandler                  | Deorro и Крис Браун                                     |
| 2016               | "Bad and Boujee"                  | Daps                            | Migos и Lil Uzi Vert                                    |
| 2017               | "Reminder"                        |                                 | The Weeknd                                              |
| 2017               | "LOVE."                           | Дејв Мајерс и The Little Homies | Кендрик Ламар и Zacari                                  |